# يان سفاتوبلوك بريسل
يان سفاتوبلوك بريسل (Jan Svatopluk Presl) (1791-1849) هو عالم طبيعيات من بوهيميا (بين التشيك والنمسا), وهو شقيق عالم النبات كارل بوريفوج بريسل (1794-1852). احتفلت الجمعية النباتية التشيكية بالأخوين بريسل عبر تسمية نشرتها الرئيسية بالبريسلية Preslia (تأسست في 1914).
وهو مؤلف مصطلحات علمية تشيكية في مختلف فروع العلم، بما في ذلك التسمية الكيميائية التشيكية.
يستخدم اختصار J.Presl بعد الاسم اللاتينية العلمي للنبات للإشارة لهذا العالم عندما يكون هو واضع اسم هذا نبات.